# Zarzecze (Manasterz)
Zarzecze – część wsi Manasterz w Polsce położona w województwie podkarpackim, w powiecie jarosławskim, w gminie Wiązownica, w sołectwie Manasterz.
W latach 1975–1998 miejscowość położona była w województwie przemyskim.
Zarzecze jest położone od północnej strony Lubaczówki, która oddziela je od pozostałej miejscowości i obejmuje 12 domów. 